# Lousame
Lousame és un municipi de la província de la Corunya a Galícia. Pertany a la Comarca de Noia. El període de màxima població es va arribar en els anys cinquanta (6.555 habitants) a causa del gran apogeu en les explotacions mineres de San Finx (on s'extreia principalment volframi), però en l'actualitat la població disminueix progressivament.
| 5.543 | 5.857 | 6.555 | 5.014 | 3.912 |
| Fonts: INE i IGE (Els criteris de registre censal variaren i les dades de l'INE i de l'IGE poden no coincidir.) |       |       |       |       |

## Parròquies
- Camboño (San Xoán)
- Fruíme (San Martiño)
- Lesende (San Martiño)
- Lousame (San Xoán)
- Tállara (San Pedro)
- Toxos Outos (San Xusto)
- Vilacova (Santa Eulalia).